# Physalacriaceae
Physalacriaceae é uma família de fungos da ordem Agaricales. As espécies da família têm uma distribuição generalizada, presente no Ártico (Rhizomarasmius), trópicos (Gloiocephala), locais marinhos (Mycaureola) e águas frescas (Gloiocephala) e florestas semiáridas (Xerula).

## Descrição
A maioria das espécies de Physalacriaceae forma corpos de frutas com píleos e estipes. As espécies têm um sistema de hifas monomícticas (em que apenas são produzidas hifas geradoras), e conexões de fíbulas estão presentes nas hifas. Os basídios (células portadoras de esporos) tem forma de clube com dois a quatro esterigmas. Os basidiósporos geralmente possuem formas elipsoidais, fusíveis (fusiformes), cilíndricas ou rasgáveis (lacrimiformes); eles são de paredes finas, hialina, e não reagem com o reagente de Melzer. A família também tem fungos corticioides (Cylindrobasidium) e uma espécie selacoidea (Guyanagaster).

## Taxonomia
A família foi originalmente definida pelo micologista inglês E.J.H. Corner em 1970, e revisada em 1985 por Jacques Berthier, mas nenhum dos autores antecipou a aplicação a um grupo molecular identificado até 2002. Estudos moleculares colocaram Physalacria, anteriormente o único gênero dessa família, juntamente com os gêneros Flammulina, Xerula e Armillaria.

## Gêneros
- Armillaria
- Cylindrobasidium
- Cibaomyces
- Cribbea
- Cryptomarasmius
- Cyptotrama
- Dactylosporina
- Flammulina
- Gloiocephala
- Guyanagaster
- Himantia
- Hormomitaria
- Hymenopellis
- Laccariopsis
- Mycaureola
- Mycotribulus
- Naiadolina
- Oudemansiella
- Paraxerula
- Physalacria
- Ponticulomyces
- Protoxerula
- Pseudohiatula
- Rhizomarasmius
- Rhodotus
- Strobilurus
- Xerula